# Battaglia del Borneo (1941-1942)
La battaglia del Borneo venne combattuta tra le forze alleate nell'area del sud-est asiatico, sotto il comando olandese e la sigla ABDA (American-British-Dutch-Australian Command), e le forze imperiali giapponesi, composte dalla 16ª Armata dell'Esercito imperiale giapponese e dalla Forza Sud della Marina imperiale giapponese.
La battaglia ebbe un esito molto favorevole per le forze imperiali giapponesi, il cui nerbo era formato dalla 35ª brigata di fanteria, comandata dal maggior generale Kiyotake Kawaguchi, e si concentrò principalmente nell'area nord dell'isola, nella quale si trovavano i possedimenti inglesi del regno di Sarawak, Borneo del Nord e la parte ovest di Kalimantan occupata dalle Indie olandesi.
Le operazioni navali terminarono disastrosamente per gli alleati e, di conseguenza, le forze terrestri prive di appoggio navale e rifornimenti dovettero capitolare entro breve tempo. Le forze che ne furono in grado si ritirarono verso l'Australia. Tutti i possedimenti delle Indie orientali olandesi caddero sotto il controllo giapponese.

## Contesto storico
Il Borneo era suddiviso tra Indie orientali olandesi (Nederlands-Indië) e alcuni piccoli possedimenti o protettorati inglesi, specificatamente la crown colony (cioè colonia della corona) di Labuan e i protettorati di North Borneo, Sarawak e Brunei. La zona ospitava vasti campi petroliferi e raffinerie, ed era ricca anche di risorse naturali come gomma e fosfati ed altri minerali pregiati, ed era scarsamente difesa in termini di uomini per quanto riguarda gli inglesi e di armamenti per quanto riguarda gli olandesi, dotati di armi superate e di uno scarsissimo addestramento per le forze di difesa, di fatto in grado soltanto di controllare la popolazione locale. Dopo la caduta dell'Olanda sotto il controllo tedesco e il rifugiarsi all'estero del governo legittimo, le forze olandesi libere si posero sotto il controllo militare Alleato. Nel frattempo i giapponesi avevano occupato le colonie francesi della Cocincina e dell'Annam, l'attuale Vietnam, ottenendo delle ottime basi operative per attaccare il sud-est asiatico. Le risorse di questa area venivano viste come essenziali per il proseguimento della guerra da parte giapponese; pertanto all'area venne dedicato il gruppo di armate sud, in fase di mobilitazione; questo gruppo comprendeva quattro "armate", rispettivamente XIV, XV, XVI e XXV, ognuna corrispondente in realtà ad un corpo d'armata alleato, e in particolare la XVI armata aveva come forze la 2ª, 38ª e 48ª Divisione, il 56º reggimento fanteria e distaccamenti navali da sbarco (i cosiddetti Kaigun Tokubetsu Rikusentai della marina imperiale giapponese), e come zona di operazioni Borneo, Celebes, Ambon, Timor, Java.

### Siti web
- (EN) Australia - Second World War Official Histories, su awm.gov.au.